# Michel II de Vladimir
Michel II Vladimirski ou Mikhaïl Iaroslavitch Khorobrit dit le Voleur  ou l'Audacieux  (en langue russe: Михаил Ярославич Хоробрит) Grand Prince de Moscou de 1246 à 1248 et Grand Prince de Vladimir de 1248 à 1249
Fils de Iaroslav II Vladimirski. Il renverse son oncle Sviatoslav IV Vladimirski. Le 15 janvier 1249 il est assassiné durant une expédition en Lituanie.